# Rochester Royals 1947-1948
La stagione 1947-48 dei Rochester Royals fu la 3ª nella NBL per la franchigia.
I Rochester Royals vinsero la Eastern Division con un record di 44-16. Nei play-off vinsero il primo turno con i Fort Wayne Zollner Pistons (3-1), le semifinali con gli Anderson Duffey Packers (2-1), perdendo poi la finale NBL i Minneapolis Lakers (3-1).

## Roster
| N° | Naz.                   | Ruolo | Sportivo         | Anno | Alt. | Peso |
| -- | ---------------------- | ----- | ---------------- | ---- | ---- | ---- |
|    | Stati Uniti (bandiera) | GA    | Al Cervi         | 1917 | 180  | 77   |
|    | Stati Uniti (bandiera) | G     | Red Holzman      | 1920 | 178  | 79   |
|    | Stati Uniti (bandiera) | AC    | Andy Duncan      | 1922 | 198  | 88   |
|    | Stati Uniti (bandiera) | GA    | Bob Davies       | 1920 | 183  | 79   |
|    | Stati Uniti (bandiera) | AC    | Arnie Risen      | 1924 | 206  | 91   |
|    | Stati Uniti (bandiera) | GA    | Andrew Levane    | 1920 | 188  | 86   |
|    | Stati Uniti (bandiera) | AC    | Arnie Johnson    | 1920 | 196  | 107  |
|    | Stati Uniti (bandiera) | AC    | George Ratkovicz | 1922 | 198  | 100  |
|    | Stati Uniti (bandiera) | G     | Bobby Wanzer     | 1921 | 183  | 77   |
|    | Stati Uniti (bandiera) | GA    | Bill Calhoun     | 1927 | 191  | 82   |
|    | Stati Uniti (bandiera) | AC    | John Mandic      | 1919 | 193  | 93   |
|    | Stati Uniti (bandiera) | C     | Leroy King       | 1921 | 201  | 91   |
|    | Stati Uniti (bandiera) | G     | Joe Lord         | 1922 | 185  | 79   |
|    | Stati Uniti (bandiera) | A     | Ocie Richie      | 1921 | 191  | 88   |

## Staff tecnico
- Allenatore: Les Harrison